# Hospital de Ville-Évrard
El Hospital de Ville-Évrard (en francés, Hôpital de Ville-Évrard) es un hospital psiquiátrico público situado en Neuilly-sur-Marne, en Seine-Saint-Denis, en Francia.

## Historia
Es el departamento de la Sena quien abrió en 1868 un asilo destinado a los alienados indigentes del Este de París, y en 1875 un segundo asilo para pacientes más acomodados. El primer asilo se llama Ville-Évrard mientras que el segundo se llama Maison Blanche.
Durante los años 1970, el establecimiento de Ville-Évrard tuvo hasta 2000 camas. Hoy en día tan solo tiene unas 400.
Camille Claudel estuvo internada en 1913, mientras que Antonin Artaud lo estuvo de 1939 a 1943. Komitas Vardapet también estuvo internado en este hospital.